# 張敞
張敞（？—前48年），字子高，茂陵縣（今陕西省兴平市）人，西汉政治人物，汉宣帝時期，其遷居杜陵县（今陝西省西安市東南）。張敞為人聰敏練達，因曾上書勸諫昌邑王刘贺而被破格提拔為豫州刺史，其後歷任函谷关都尉、山陽郡太守、胶东国國相、京兆尹、冀州刺史等職，任內政績突出，以善於治盜而聞名，最終張敞於太原郡太守任上去世。

## 生平

### 早年經歷
張敞本是河東郡平阳县人，其祖父張孺擔任上谷郡太守時，遷居茂陵縣。張敞的父親張福侍奉汉武帝，官至光祿大夫。後來張敞跟隨汉宣帝搬遷至杜陵县。張敞最初以鄉有秩的資歷補任太守的卒史，經過考核而做了甘泉倉長，逐漸遷升為太僕丞，深受上司杜延年的器重。
適逢昌邑王劉賀被徵召至京師繼承皇位，但言行舉止卻不遵守法度，張敞為此上書勸諫道：「孝昭皇帝早逝無子，大臣為此憂慮擔心，想選出一位賢明的聖主來繼承祖業，在東迎陛下來京的日子，惟恐陛下一行車子行駛的太慢了。如今陛下正當壯年，剛剛即位，天下人無不拭目靜觀，側耳細聽，急切地想知曉陛下的政教風化如何。如今擁立陛下的輔臣們還未受到褒獎，而隨陛下來京的昌邑小臣卻先得到了升遷，這是很大的過失啊！」過了十多天後，昌邑王劉賀被廢黜，張敞因直言極諫而揚名，被破格提升為豫州刺史。
此後張敞因多次向上書皇帝，奏事言詞忠直，漢宣帝於是徵召他擔任太中大夫，和定國一起平決尚书省的政事。後來張敞由於守正不阿，違拗了大將軍霍光，被派去主管節制軍用財務開支的事物，又調任函谷关都尉。

### 察探劉賀
這時，漢宣帝登位不久，被廢去皇位的劉賀居住在先前的封地昌邑，漢宣帝心中忌憚劉賀，於是調遷張敞為山陽郡太守，並在元康二年派使者賜予張敞用泥封加印的文書說：「詔令山陽太守，要謹慎地防備盜賊，嚴密監察往來的過客，這則璽書不可對外洩漏！」張敞於是向漢宣帝條列說明劉賀被廢黜後日常起居的情況，奏報道：
臣張敞於地节三年五月到任治事，前昌邑王劉賀住在以前的王宮內，宮中有奴婢一百八十三人，關閉大門，只開小門出入，由一名察事的官吏負責領錢出府到市場購買生活用品，除了每天早晨採買進食物之外，其他物品皆不得隨便進出。有負責督察盜賊的一人專管巡邏，檢查往來出入之人。用前昌邑王家的錢僱人做差役，保衛宮中的清境和安全，防備盜賊侵擾。臣曾多次派丞吏前去巡行察看。
地節四年九月間，臣進入王宮內視察其生活狀況，親眼看見劉賀年約二十六七歲，人長得面部青黑色，小眼睛，鼻頭尖而低，鬚眉稀少，身材高大，身患肌肉麻痺萎縮之症，行走不便。劉賀身穿短衣大褲，頭戴一頂惠文冠，身佩玉環，頭上插著毛笔，手中拿著木牘，小步快走前來拜見。臣與劉賀坐在中廳談話，並查點他的妻子兒女與奴婢。臣想試探一下劉賀的想法，就用人們所厭惡的不祥之鳥來觸動他。臣說：「昌邑的梟鳥很多啊。」劉賀應聲回答：「是的，從前我西行前往長安時，一隻也沒見過。回來的時候，往東走到濟陽，才又聽到梟鳥的叫聲。」臣察點到劉賀的女兒劉持轡時，劉賀跪下說：「持轡的生母是嚴長孫的女兒。」臣知道執金吾嚴延年的表字叫長孫，有一個女兒名叫嚴羅紨，是劉賀的前妻。臣觀察劉賀的服裝、言語、起跪動作，顯得癡呆發傻。他有妻妾十六人，子女二十二人，其中十一個兒子，十一個女兒。

現在臣冒死罪奏上前昌邑王的名冊以及有關奴婢與財物的賬簿。臣前次書奏提到：「已故昌邑哀王劉髆的歌舞伎女張修等十人，沒有子女，又不是王的姬妾，只是良人，沒有官名，劉髆死後應當讓她們歸家。昌邑國的太傅豹等人卻將他們擅自留下，認為她們是昌邑哀王陵園中的宮人，這種做法不合法規，請允許將她們遣送回家。」劉賀知道這件事之後卻說：「讓這些宮女守護陵園，得病的不給治病，相互鬥毆殺傷者不依法懲處，就是想讓她們早點死去，太守為什麼要放她們回家呢？」劉賀的天性喜好亂亡，就是像這樣始終沒有仁義之心。後來丞相和御史把臣的上書呈報給陛下，得到允許。才把昌邑哀王園陵裡的宮女全部遣散放歸。
漢宣帝由此知道劉賀不足為慮，隔年的春天，漢宣帝便頒下詔書封劉賀為海昏侯，賜給食邑四千戶，劉賀於是被送往封地豫章，在當地終老。

### 諫抑霍家
大將軍霍光去世後，漢宣帝開始親自執政，封霍光姪孫霍山、霍雲為列侯，讓霍光的兒子霍禹擔任大司马。不久，霍山、霍雲都因為過失而被免職歸家，霍家的姻親女婿多被調離中央，到地方任官。張敞得知後，呈上密封奏章說：
臣聽說，當初公子季友有功於鲁国，大夫趙衰有功於晋国，大夫田完有功於齐国，國君們都酬謝他們的功勞，並且延續到他們的代子孫，後來田氏終於篡奪了齊國的君位，趙氏分割了晉國的土地，季氏專擅了魯國的朝政。所以孔子修訂《春秋》，記載盛衰的經過，對於世代為卿專斷國政者譏諷得最厲害。從前大將軍霍光決斷朝廷大計，安定社稷，保全汉朝的江山，功績也算不小了。周公輔政不過七年而已，而大將軍執政卻長達二十年，天下的命運，由他一個人掌握決斷。當他權勢興盛的時候，撼動天地，侵凌天地陰陽，以致出現日食、月食、白天昏暗、黑夜有光、地震山崩，火山爆發、天文失調、陰陽變異等壞徵兆，不可勝數，這都是由於陰邪的東西滋長，臣下專權造成的。
朝廷中應該要有人明白地建議，說陛下褒獎已故的大將軍來酬謝他的功德，這就足夠了。近來輔臣專政，皇親國戚勢力太盛，以致君臣的職分不明，請陛下免去霍家三名列侯的官職，讓他們返回府第。還有卫将军張安世，也應當賜給憑几與手杖讓他退休歸家，按時慰問與召見，以列侯的身分作為皇上的老師。陛下應公開發出詔令以恩重情深為由不肯接受這種意見，讓群臣據理力爭之後再首肯，這樣天下人一定會認為陛下沒有忘記大臣的功勞，而朝臣們也懂得禮制，霍家世世代代就不會有什麼憂慮了。如今大臣們不進此言，而使得陛下親自出面發表罷免霍氏的文告，這未免失策。

現在霍山、霍禹已免職回家，人情大體差不多，以臣的心思忖度，大司馬霍禹及他的親屬必定心懷恐懼。陛下的近臣感到自危，這不是周密妥善之計，臣張敞願意在朝廷上首發上述倡議，可是臣在遠郡任職，所以沒有機會。心中的微妙想法往往不能用嘴說出來，能說出來的那些細微想法又無法在奏章上表達出來，所以伊尹五次被推薦給夏桀，五次去投奔商汤，萧何向漢高祖推薦韩信，也經過好幾年才實現，何況臣遠在千里之外，又是憑藉書信來向陛下說明自己的想法呢！希望陛下明察。
漢宣帝讚許張敞的計策，但沒有徵召他。

### 膠東國相
過了很久，勃海郡、胶东国一帶盜賊蜂起，張敞上書請求讓自己前去治理，他說：「臣聽說忠孝之道，居家就應盡心於父母，為官就要盡力於君主。小國的君主尚有奮不顧身的臣子，何況陛下這樣聖明的天子呢！現在陛下專意於天下的太平，勞神於國家的政事，勤勉不倦，畫夜不息。群臣都應該盡忠竭力，為國獻身。臣管轄的山陽郡現有民戶九萬三千，人口五十萬以上，未捕獲的盜賊總共有七十七人，其他各項考核與政務也大抵如此。臣張敞才能低劣，沒什麼辦法替陛下分憂，生活安逸而忘卻國家大事，這不是忠孝之節。聽說膠東、勃海附近的郡邑連年歉收，盜賊並起，以致攻擊官署，劫走囚徒，搶掠市場，劫持列侯。官吏們敗壞法紀，奸佞邪惡之行禁止不住。臣張敞不敢貪生怕死，只要陛下發詔令，臣願意盡力去摧毀那些暴虐之行，慰問撫卹那些孤弱之民。等到事情處理完畢，百姓各得其所，臣一定逐條向陛下呈報當地興廢的原因狀況。」奏書送上去後，漢宣帝召見張敞，任命他為膠東國國相，賞賜黃金三十斤。張敞辭行赴任，臨行時又向漢宣帝提出，治理這些繁難難治的郡如果沒有嚴明的賞罰就不足已懲惡揚善，對於追捕盜賊有功的官吏，希望朝廷給予他們的獎賞能暫時比照京畿三辅地區的政績卓越者，漢宣帝同意了。
張敞抵達膠東後，公開懸賞捉拿盜賊，分化群盜使他們相互捕殺以立功贖罪。對那些追捕盜賊有功的官吏，將他們的姓名上報給尚書，因此被擢升為縣令的有幾十人之多。這樣一來，盜賊四散，且相互捕捉斬殺。吏民們和睦安定，國中局勢得以安定平靜下來。
過了不久，膠東國王太后多次外出遊獵，張敞上書勸諫道：「臣曾聽說秦昭襄王喜好鄙俗的音乐，葉陽后因此不聽鄭、衛兩國的靡靡之音，楚庄王熱愛狩獵，樊姬因此不吃山中的野味。她們並非不愛享用甘美的食物，或是憎惡管弦音樂，她們之所以抑制自己的慾望，杜絕自己的嗜好，為的是要給兩位君主做出榜樣，使他們能保全祖業。依照禮法規定，太后出門要乘坐有帷幕的車子，降階下堂必須有年老的保母隨從，行走要配戴玉珮，貼身衣飾要緊密纏縛。這是為了顯示太后身分的尊貴而自加約束，不恣意放縱而無節制。如今太后天資賢淑美好，慈愛寬厚，諸侯沒有誰不知道的，但卻稍有遊獵縱慾的名聲，如果讓天子知道了，也是不妥當的。希望太后您能觀覽古代的範例，從今以後保全德行，使其他后姬們有效法的規範，讓臣下們有稱誦的資本，如果這樣的話，臣張敞感到非常榮幸！」奏章送上去後，王太后便停止遊獵不再外出。

### 計逮賊盜
這時颍川郡太守黃霸以治績第一被選調入京試任京兆尹。黃霸上任幾個月後，因不稱職，被罷職回穎川郡擔任太守。漢宣帝於是下詔給御史大夫說：「以膠東國相張敞來京代理京兆尹。」自從趙廣漢被處死以後，京兆尹屢次更換人選，如黃霸等幾人，都不稱職。京城的治安逐漸鬆弛，长安城市場內的偷盜者尤其多，商人們皆為此感到很苦惱。漢宣帝拿此事詢問張敞，張敞認為有辦法加以阻止。張敞到任後，向長安城的老人們查訪，了解到好幾個竊賊的頭領，他們居家生活富足，外出有騎馬跟隨的童奴，當地百姓還以為他們是忠厚有德之人。張敞把他們召來責問，赦免他們的罪過，抓住他們過去的罪責為把柄，讓他們把竊賊引至官府來立功贖罪。有個偷盜者的頭領說：「今日忽然被您照到官府來，怕竊賊們驚懼害怕，希望能暫時任命給我們官職，以便行事。」張敞於是將他們都委任為官吏，打發他們回家休假。頭領們擺設酒宴，竊賊們都來祝賀，等他們快要喝醉時，頭領們便用紅褐色在竊賊的衣襟上做記號。守候在鄉里街巷大門口的官吏觀察赴宴出來的人，只要看到衣襟上有紅褐色記號的就將之綑綁，一天內捕獲了好幾百人。張敞對他們所犯案情分別徹底追查，有的一個人作案達一百多起，張敞都依法處置。這樣一來，京兆地區報警的鼓聲大幅減少，街市上偷盜者紛紛斂跡，漢宣帝為此嘉許張敞。
張敞為人聰明機智，賞罰分明，發現惡人就抓捕，但也時常不拘泥於法律規定而寬赦罪犯，有值得稱道的地方。他治理京兆地區，大致遵循趙廣漢的辦法。雖然在運用計謀、偵查線索、揭發隱情、禁止奸邪方面不如趙廣漢，不過張敞本身精研《春秋》，他以儒家經典理論為輔助，施政時參雜了許多儒術，往往表彰顯賢德，鼓勵良善，不單獨依靠誅罰的方法，張敞因而能自我保全，最終避免遭到刑殺的禍患。
京兆尹掌管京師，長安城裡人口眾多，在三輔中是最難治理的地區。許多郡守、國相以治績優異被調入京城試任京兆尹一職，等到轉正後，時間長的不過兩三年，短則僅僅幾個月或一年，就會被毀傷而名聲敗壞，因獲罪被罷免。唯獨趙廣漢和張敞能長久地任職。

### 五日京兆
張敞與萧望之、于定國交好。最初張敞與于定國都是因為勸諫昌邑王劉賀而被破格提拔。于定國任大夫兼平尚書事，張敞出任刺史，蕭望之任大行丞。後來蕭望之先升任御史大夫，于定國後來做到丞相，而張敞終究不過是郡守。張敞擔任京兆尹九年，由於他與光祿勳杨恽往來親密，在楊惲因大逆不道之罪被殺後，公卿大臣們上奏提出楊惲的黨友不適合再擔任官職，楊惲的其他黨友皆受到牽連而免職，唯獨彈奏張敞的奏章卻被擱置著不批准下來。
張敞派賊捕掾絮舜查辦案件。絮舜認為張敞受到彈劾必定會被免職，因此不肯替張敞辦完公事，私自跑回家去。有人規勸他，絮舜說：「我替這位老爺盡力夠多了，如今他頂多能再做五天的京兆尹，哪裡還能理事呢？」張敞聽到絮舜的話後，立刻派官吏拘捕絮舜，把他關進監獄。這時冬月還差幾天就結束了，主管官吏日夜審訊絮舜，竟將他判處死刑。絮舜被判決押赴刑場時，張敞派主簿轉達他的話給絮舜說：「五天的京兆尹又怎麼樣呢？現在冬月已經過完了，你還想活命嗎？」於是將絮舜處死於鬧市。等到立春，朝廷複查冤案的使者外出巡行，絮舜的家屬用車載著他的屍體，並且把張敞那些話寫在控告書上，向使者申訴。使者上奏說張敞犯了濫殺無辜之罪，漢宣帝認為他的罪過不大，想使張敞減輕罪名，免除刑罰，於是先批下上次因楊惲之事不宜任職的奏書，將張敞罷官為民。張敞在免職令下達後，便到朝廷交上官印，離開京城，不回原籍而流亡在外。

### 復官冀州
過了幾個月，京師的吏民都懈怠鬆弛下來，報警的鼓聲又開始頻頻響起，冀州一帶則出現大股盜賊。漢宣帝想起張敞的功績成效，於是派使者到張敞家去徵召他。當時張敞身受嚴重指控，因此使者來到時，他的妻子兒女都驚慌恐懼地哭了起來，只有張敞獨自笑著說：「我現在只是一個逃亡在外的平民百姓，若是想逮捕我，那應當是郡吏來抓，如今朝廷派使者來，這是皇上想起用我啊。」張敞當即打點行裝，隨使者到公車上書說：「臣從前有幸身為列卿，擔任京兆尹，氾濫殺賊捕掾絮舜的罪行。絮舜本來是臣張敞一向看中的屬吏，多次受過臣的恩惠與幫助，他因為臣被彈劾，而認為臣將會被免職，在接受命令辦理公務時私自回家，說臣只不過是『五日京兆』，忘恩負義，有損教化風俗。臣私下認為絮舜太不像話，便違法殺了他。臣張敞殺害無辜，審理案件故意不依法制，即使伏法而死，也沒有怨恨。」漢宣帝接見張敞，任命他為冀州刺史。
張敞於是從亡命中被重新起用，奉命主管州部。張敞到任後，廣川王劉海陽的親屬違法亂紀，盜賊接連做案，卻不能捕獲。張敞派耳目查清盜賊首領的姓名與巢穴後，誅殺了他們的首領。廣川王姬的兄弟及王室同族的劉調等人包庇窩藏盜賊，當官吏們追捕盜賊們到無路可走的地方時，盜賊的踪跡都進了王宮。張敞為此親自帶領郡國的官兵，動用數百輛兵車，將王宮團團包圍，搜索劉調等人，果然在宮殿的重重屋椽上將他們捕獲。張敞親自監督手下將這些人殺死，把他們的頭顱懸掛在王宮門外示眾，張敞隨後上奏彈劾廣川王。漢宣帝不忍心制裁廣川王，只下令削減他的封地。張敞主管冀州刺史部一年多，這裡的盜賊就絕跡了。

### 病逝太原
後來張敞又代理太原郡太守，一年後轉正，太原郡在他的治理下清平無事。
不久，漢宣帝駕崩。汉元帝剛登上皇位，待詔鄭朋便舉薦張敞，說他是漢宣帝時的名臣，適合當太子的老師。漢元帝拿此事詢問前将军蕭望之的意見，蕭望之認為張敞是能幹的官員，擅長治理煩亂，但資質輕浮，不適合作太子的老師，漢元帝於是派使者徵召張敞，想任命他為左馮翊。
然而張敞卻在此時正巧因病去世，被張敞誅殺的太原郡屬吏家人憎恨張敞，遂趁著張敞的靈柩從太原運回原籍時，暗中跟隨到杜陵縣刺死張敞的次子張璜。張敞的三個兒子都官至都尉。而張敞的孫子张竦，在王莽時擔任郡守，受封為侯，他在博學文雅方面超過祖父張敞，但於治理政事方面上卻比不上。張竦死後，張敞就絕嗣了。

## 軼事

### 張敞畫眉

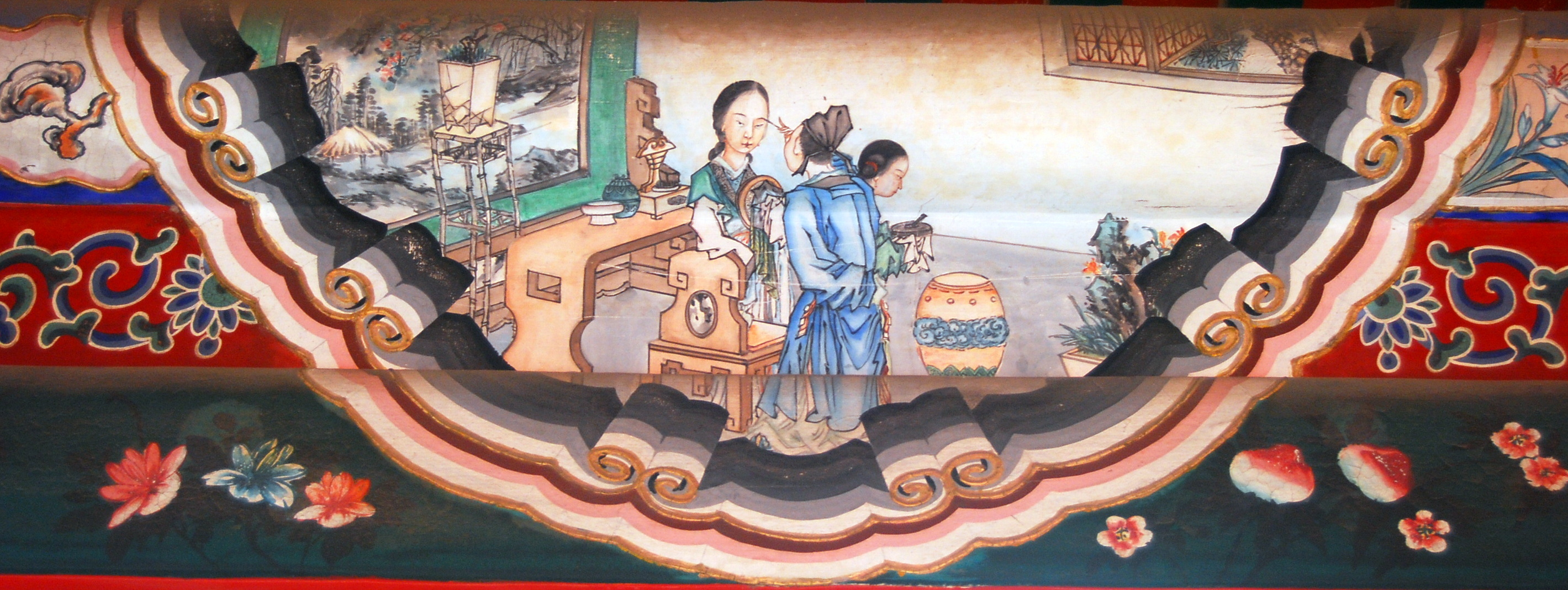
颐和园內的張敞畫眉彩繪

張敞為京兆尹時，每當朝廷有大事商議，他總是引古論今，處理恰當，公卿大臣們都很佩服他，漢宣帝多次聽從他的意見。然而張敞沒有威嚴的容貌與舉止，有時散朝之後經過章臺街（當時長安城內妓院集中之處），張敞往往叫駕車的小吏趕著空車前行，自己則用扇子拍著馬悠閒過街。心血來潮時，張敞還會替自己的妻子畫眉，長安城紛傳張京兆畫的眉既嫵媚又漂亮。有關部門拿著這些事上奏彈劾張敞。漢宣帝就此詢問張敞，張敞對答說：「臣聽說閨房之內，夫婦之間的私情，還有比畫眉更過分的呢！」漢宣帝愛惜張敞的才能，沒有因此責備他，但張敞終究為此無法升遷到高位。

### 張武治梁
當初，在張敞擔任京兆尹期間，他的弟弟張武被任命為梁國的國相。當時梁王劉定國驕橫，國內豪強眾多，是出了名難治理的地方。張敞問張武：「你打算怎樣治理梁國？」張武素來對兄長又敬又怕，謙讓著不肯說。後來張敞派屬吏送弟弟到函谷關，叮囑屬吏詢問張武的治理方法。張武回覆說：「駕馭狡詐的馬，要用好的馬嚼子和馬鞭，梁國這樣的大都邑，吏民困苦，我準備用柱後惠文冠來彈壓治理。」秦朝時掌管刑獄的官吏都戴著柱後惠文冠，張武的意思是打算用嚴刑峻法來治理梁國。屬吏歸來後將張武的話彙報給張敞，張敞笑道：「如果真像你說的那樣，張武一定能治理好梁國。」張武到任後，治政很有成績，也是名能幹的官吏。

## 評價
- 班固：張敞衎衎，履忠進言，緣飾儒雅，刑罰必行，縱赦有度，條教可觀，然被輕惰之名[1]。
- 冯梦龙：假如張敞畫眉，相如病渴，雖為儒者所譏，然夫婦之情，人倫之本，此謂之正色[4]。
- 王夫之：張敞，非昌邑之故臣也，宣帝有忌於昌邑，使敞覘之，敞設端以誘王，俾盡其狂愚之詞，告之帝而釋其忌，復授以侯封，卒以令終，敞之厚也。徐铉，李煜之大臣也，國破身降，宋太宗使覘煜，而以怨望之情告，煜以之死。鉉之於煜，以視敞於昌邑，誰為當生死衛之者？而太宗之寬仁，抑不如宣帝之多猜。鉉即稍示意旨，使煜遜詞，而己藉以入告，夫豈必逢太宗之怒；則雖為降臣，猶有人之心焉。鉉遂躬為操刃之戎首而忍之，獨何心乎！無他，敞能知人臣事君之義，導主以忠厚，而明主必深諒之，其識勝也。且其於寵辱禍福之際，寡所畏忌，其力定也。而鉉孱且愚，險阻至而惘所擇，乃其究也，終以此見薄於太宗而不得用。小人之違心以殉物也，亦何益乎[5]。

## 延伸閱讀
[在维基数据编辑]
 《漢書·卷076》，出自班固《漢書》